# Chozajka gostinicy
Chozajka gostinicy (Хозяйка гостиницы) è un film del 1956 diretto da Michail Michajlovič Nazvanov, tratto da La locandiera di Goldoni.